# Nososticta rosea
Nososticta rosea är en trollsländeart. Nososticta rosea ingår i släktet Nososticta och familjen Protoneuridae.

## Underarter
Arten delas in i följande underarter:
- N. r. cruentata
- N. r. rosea